# Triticum kiharae
Triticum kiharae är en gräsart som beskrevs av V.F. Dorofeev och Migush. Triticum kiharae ingår i släktet veten, och familjen gräs. Inga underarter finns listade i Catalogue of Life.